# Ubaldesca Taccini

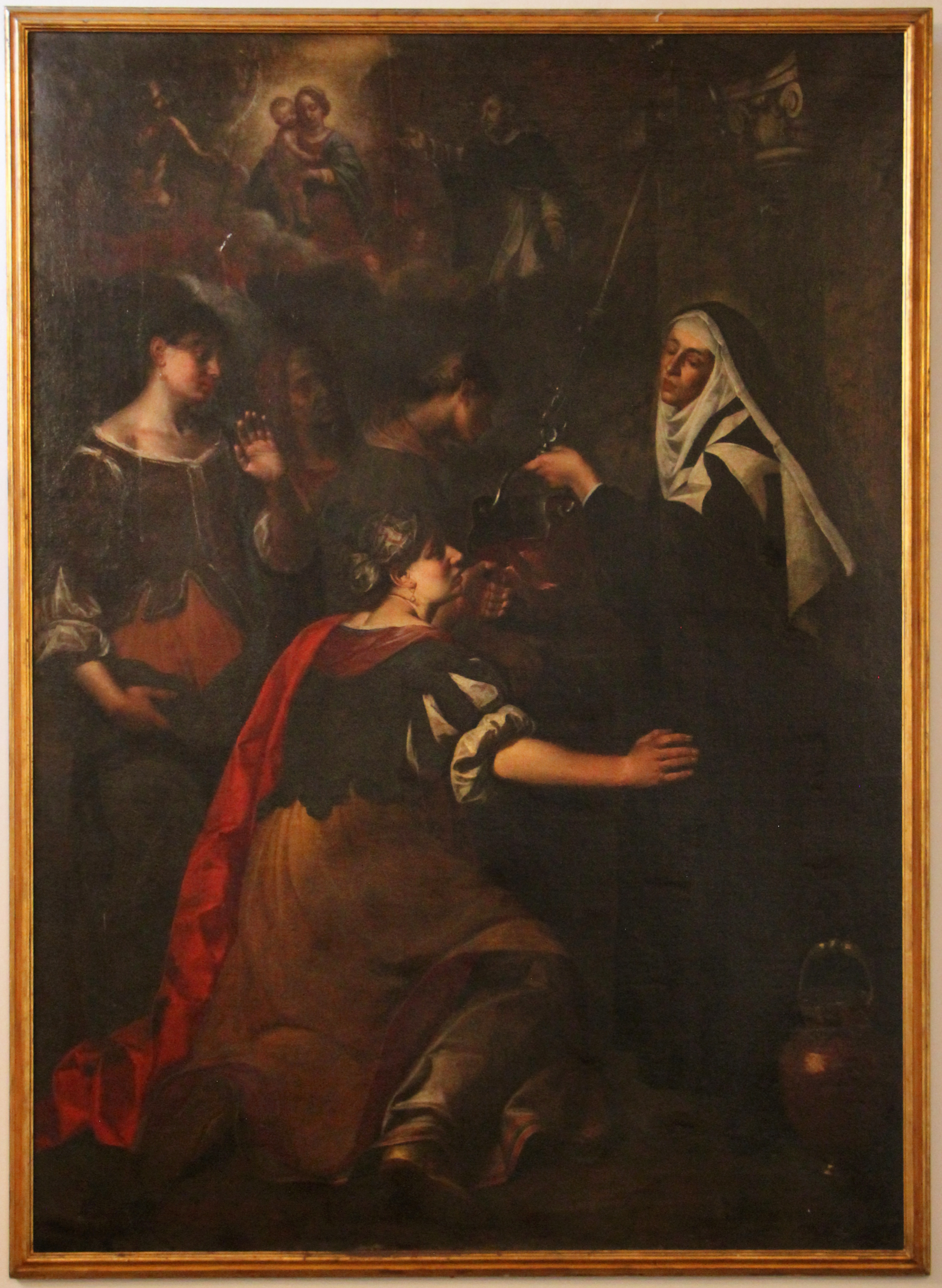
Wunder der Ubaldesca, Gemälde von Taddeo Baldini in der Kirche San Giovannino dei Cavalieri in Florenz

Ubaldesca Taccini (* 1136 in Calcinaia; † 28. Mai 1206 in Pisa) war eine italienische geweihte Jungfrau, die der geistlichen Gemeinschaft des Ordens vom Hospital des Heiligen Johannes zu Jerusalem angehörte. Sie wird in der römisch-katholischen Kirche als Heilige verehrt, ihr Gedenktag ist der 28. Mai.

## Leben
Ubaldesca war die Tochter und das einzige Kind einer toskanischen Bauernfamilie. Im Alter von 15 Jahren trat sie in Pisa in den Konvent der Schwestern des Ordens vom Hospital des Heiligen Johannes zu Jerusalem, der Frauengemeinschaft des Johanniterordens ein, die dort ein Hospital unterhielt. Bis zu ihrem Tod blieb sie 55 Jahre lang in diesem Konvent, sie pflegte die Kranken, kümmerte sich um die Bedürftigen der Stadt und begleitete die Sterbenden.
Nach ihrem Tod wurde der Leichnam nach Calcinaia überführt, wo ihre Reliquien immer noch verehrt werden.
Ihr werden mehrere Wunder zugeschrieben, darunter eines zu ihren Lebzeiten, bei dem sie Wasser aus der Quelle der Kirche Santo Sepolcro in Wein verwandelt haben soll.

## Nachwirkung

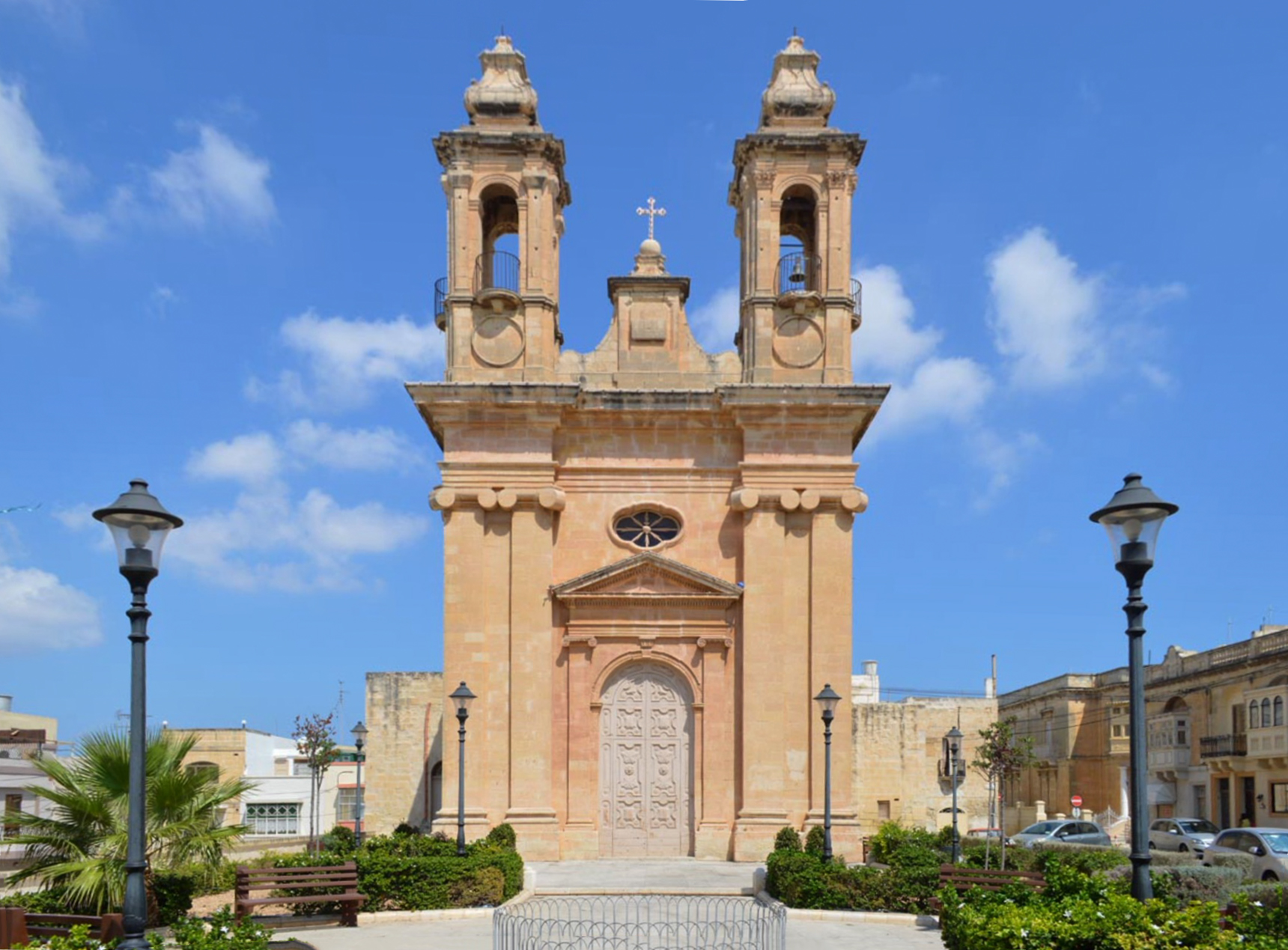
Die Kirche St. Ubaldesca in Paola

Ubaldesca Taccini gilt neben Bona von Pisa, Guido della Gherardesca und Rainerius als eine der Heiligen, die das spirituelle Leben Pisas im 12. und 13. Jahrhundert prägten.
Papst Sixtus V. gestattete 1587 ihre Verehrung. Im Malteserorden genoss sie hohe Verehrung, insbesondere durch den Großmeister Antoine de Paule, der ihr das Patrozinium der von ihm gestifteten Kirche St. Ubaldesca in Paola auf Malta widmete.